# Disequazione irrazionale
Una disequazione irrazionale è una disequazione nella quale l'incognita si trova anche, o soltanto, sotto il segno di radice, ossia è una disequazione del tipo {\displaystyle {\sqrt[{n}]{f(x)}}\gtreqless g(x)} oppure del tipo {\displaystyle {\sqrt[{n}]{f(x)}}\gtreqless {\sqrt[{n}]{g(x)}}}.
Poiché le radici di indice pari e dispari hanno proprietà differenti, per risolvere queste disequazioni è necessario distinguere quelle in cui l'incognita si trova sotto una radice di indice pari (indicato con {\displaystyle 2n}, {\displaystyle n\in \mathbb {N} \setminus \{0\}}) e quelle dove si trova sotto una radice di indice dispari (indicato con {\displaystyle 2n+1}).

## Disequazioni con radice di indice pari
Solitamente disequazioni di questo tipo si risolvono tramite sistemi di disequazioni: bisogna infatti tenere conto che una radice a indice pari esiste se il suo radicando è maggiore o uguale a {\displaystyle 0}.

### Disequazioni con solo radicali
Per le disequazioni nella forma:
{\displaystyle {\sqrt[{2n}]{f(x)}}\geq {\sqrt[{2n}]{g(x)}}\;}
{\displaystyle {\sqrt[{2n}]{f(x)}}\leq {\sqrt[{2n}]{g(x)}}\;} ,
la soluzione equivale a mettere a sistema le condizioni di esistenza delle radici con la potenza 2n-esima di entrambi i membri.

### Disequazioni con radicale relazionato a polinomio
- Disequazioni del tipo {\displaystyle {\sqrt[{2n}]{f(x)}}\geq g(x)\;}

Queste disequazioni sono equivalenti all'unione di due sistemi di disequazioni:
{\displaystyle \left\{{\begin{matrix}f(x)\geq 0\\g(x)\geq 0\\f(x)\geq [g(x)]^{2n}\end{matrix}}\right.} {\displaystyle \vee \;} {\displaystyle \left\{{\begin{matrix}f(x)\geq 0\\g(x)<0\end{matrix}}\right.}
Infatti, nel primo sistema si impone l'esistenza della radice (prima disequazione), si considera il caso che {\displaystyle g(x)} sia positivo (seconda disequazione), e si eleva entrambi i membri alla {\displaystyle 2n}, in modo da eliminare la radice (terza disequazione). Nel secondo sistema, si pone l'esistenza della radice e si considera il caso che {\displaystyle g(x)} sia negativo. In questo caso non si possono elevare entrambi i membri alla {\displaystyle 2n}, perché i due termini hanno segno discorde, ma non è necessario, perché se la radice esiste e {\displaystyle g(x)<0}, essendo la radice positiva, la disequazione di partenza è verificata.
Il primo sistema si può ridurre a due disequazioni, considerando che la prima condizione viene sempre "assorbita" dalla terza perché se {\displaystyle f(x)} è maggiore di una potenza con indice pari, che è sempre maggiore di zero, allora è sicuramente maggiore di zero.
I due sistemi si possono quindi ridurre a:
{\displaystyle \left\{{\begin{matrix}g(x)\geq 0\\f(x)\geq [g(x)]^{2n}\end{matrix}}\right.} {\displaystyle \vee \;} {\displaystyle \left\{{\begin{matrix}f(x)\geq 0\\g(x)<0\end{matrix}}\right.}
Esempio: risolvere la disequazione {\displaystyle {\sqrt {x+2}}>x+2\;}:
{\displaystyle \left\{{\begin{matrix}x+2\geq 0\\x+2<0\end{matrix}}\right.} {\displaystyle \vee \;} {\displaystyle \left\{{\begin{matrix}x+2\geq 0\\x+2>(x+2)^{2}\end{matrix}}\right.}
{\displaystyle \left\{{\begin{matrix}x\geq -2\\x<-2\end{matrix}}\right.} {\displaystyle \vee \;} {\displaystyle \left\{{\begin{matrix}x\geq -2\\-2<x<-1\end{matrix}}\right.}
Il primo sistema è impossibile; il secondo sistema ha come soluzione: {\displaystyle -2<x<-1}; la soluzione è quindi {\displaystyle -2<x<-1}.
- Disequazioni del tipo {\displaystyle {\sqrt[{2n}]{f(x)}}\leq g(x)\;}

In questo caso bisogna risolvere un unico sistema di tre disequazioni in cui:
{\displaystyle g(x)} sia maggiore di {\displaystyle 0},
{\displaystyle f(x)} sia maggiore uguale di {\displaystyle 0},
la radice di {\displaystyle f(x)} elevata alla {\displaystyle 2n} sia minore di {\displaystyle g(x)} elevato alla {\displaystyle 2n}.
Il secondo sistema che appare nelle disequazioni con il segno di maggiore o maggiore o uguale in questo caso si può omettere poiché se {\displaystyle g(x)<0}, si dovrebbe porre {\displaystyle f(x)} (che è positivo) minore di {\displaystyle g(x)} (che però è negativo) e quindi il sistema non avrebbe soluzioni.
{\displaystyle \left\{{\begin{matrix}g(x)\geq 0\\f(x)\geq 0\\f(x)\leq [g(x)]^{2n}\end{matrix}}\right.}
Esempio: risolvere la disequazione {\displaystyle {\sqrt {x^{2}+1}}<x+1\;}
{\displaystyle \left\{{\begin{matrix}x+1\geq 0\\x^{2}+1\geq 0\\x^{2}+1<(x+1)^{2}\end{matrix}}\right.\;\;\to \;\;\left\{{\begin{matrix}x\geq -1\\\forall x\\x>0\end{matrix}}\right.}
La soluzione del sistema è quindi {\displaystyle x>0}

## Disequazioni con radice di indice dispari
Una disequazione irrazionale con radice di indice dispari non necessita di una discussione come per quelle di indice pari, perché la radice ammette come radicando qualunque numero. Basta quindi, per risolvere la disequazione, elevare entrambi i membri a un'opportuna potenza che consenta di eliminare ogni radice.
Esempio: {\displaystyle {\sqrt[{3}]{x+1}}<4}
Si risolve, senza porre condizioni, elevando tutti e due i membri alla terza potenza, ottenendo:
{\displaystyle x+1<64\;\;\to \;\;x<63}.